# Nationaal Songfestival 1975
Het Nationaal Songfestival 1975 werd gehouden in de tv-studio's van de NOS. De presentatie was in handen van Willem Duys.
Voor dit jaar werd alles weer over een andere boeg gegooid. Nadat in de vier voorgaande jaren steeds één artiest of act was uitgenodigd voor de voorronde, werd nu gekozen voor drie artiesten: Albert West, Teach-In en Debbie. Al deze artiesten kregen ieder dezelfde drie liedjes te zingen. Het publiek kon uiteindelijk kiezen welke artiest met welk liedje zou afreizen naar Stockholm.
De liedjes waren:
- "Circus"
- "Ik heb geen geld voor de trein"
- "Dinge-dong"

Nadat bekend was geworden dat Dinge-dong het winnende lied was moest worden bepaald welke artiest eraan gekoppeld zou worden. Dit werd op een zeer ludieke manier gedaan: Een aantal meisjes liep met grote vazen door het publiek, van wie iedereen een rode roos had gekregen. Die roos kon in de vaas worden gezet van de artiest aan wie de voorkeur werd gegeven. Na deze 'rozen-ronde' bleek al snel dat de vaas van Teach-In het rijkst gevuld was.
Op het Eurovisiesongfestival van 1975 won de groep uit Enschede overtuigend met 152 punten.

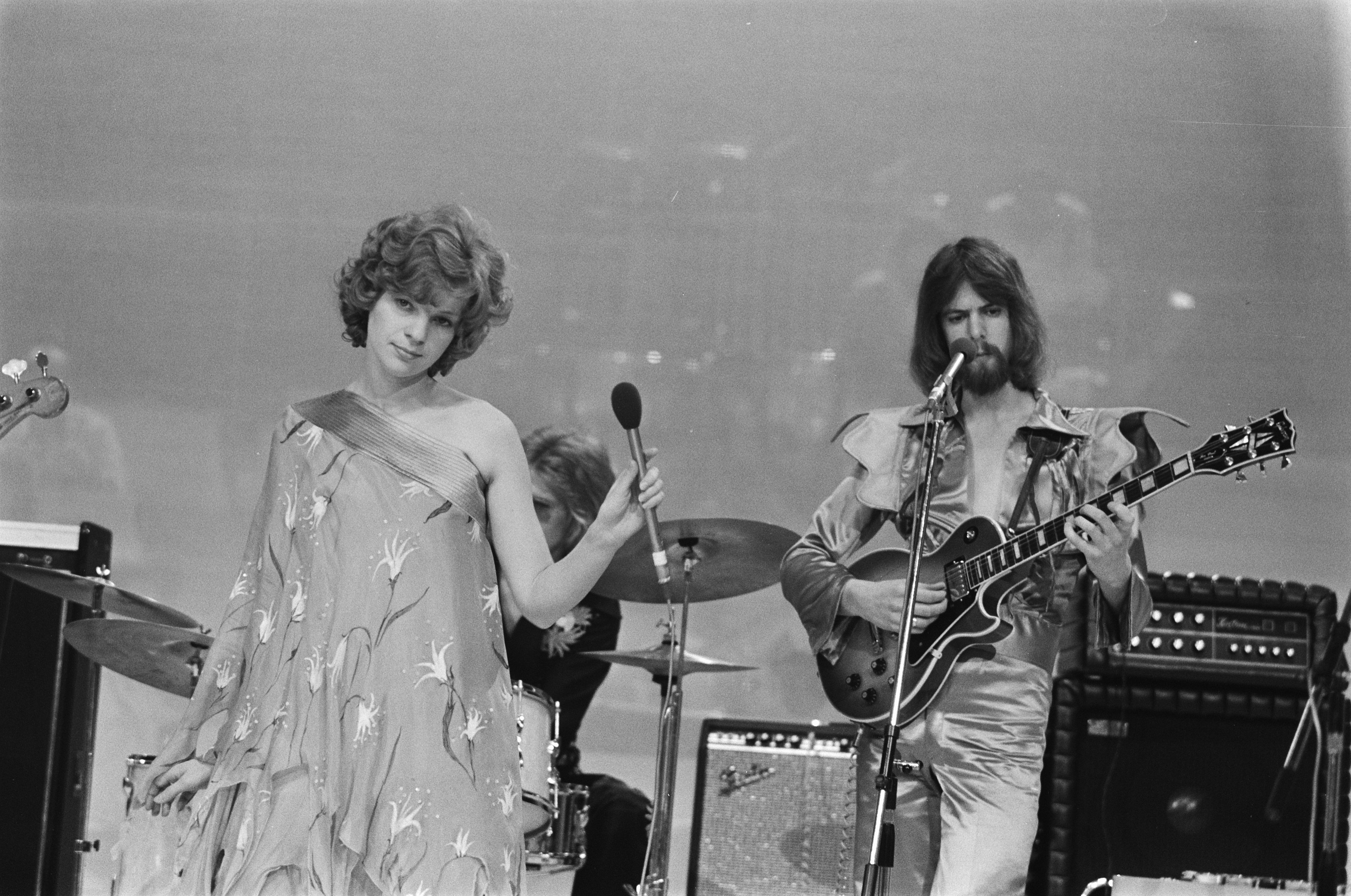
Teach-In tijdens een repetitie voor het Nationaal Songfestival

1956 · 1957 · 1958 · 1959 · 1960 · 1961 · 1962 · 1963 · 1964 · 1965 · 1966 · 1967 · 1968 · 1969 · 1970 · 1971 · 1972 · 1973 · 1974 · 1975 · 1976 · 1977 · 1978 · 1979 · 1980 · 1981 · 1982 · 1983 · 1984 · 1986 · 1987 · 1988 · 1989 · 1990 · 1992 · 1993 · 1994 · 1996 · 1997 · 1998 · 1999 · 2000 · 2001 · 2003 · 2004 · 2005 · 2006 · 2007 · 2008 · 2009 · 2010 · 2011 · 2012